# 保险深度
保险深度（insurance penetration）是指一国（地区）的全部保费收入与该国（地区）的GDP总额的比率，它是衡量一国（地区）保险市场发展程度和潜力的指标之一。
2007年世界平均的保险深度为7.5%，中国为2.9%。
2020年，中国的保险深度已达到4.5%